# Karl Grunert

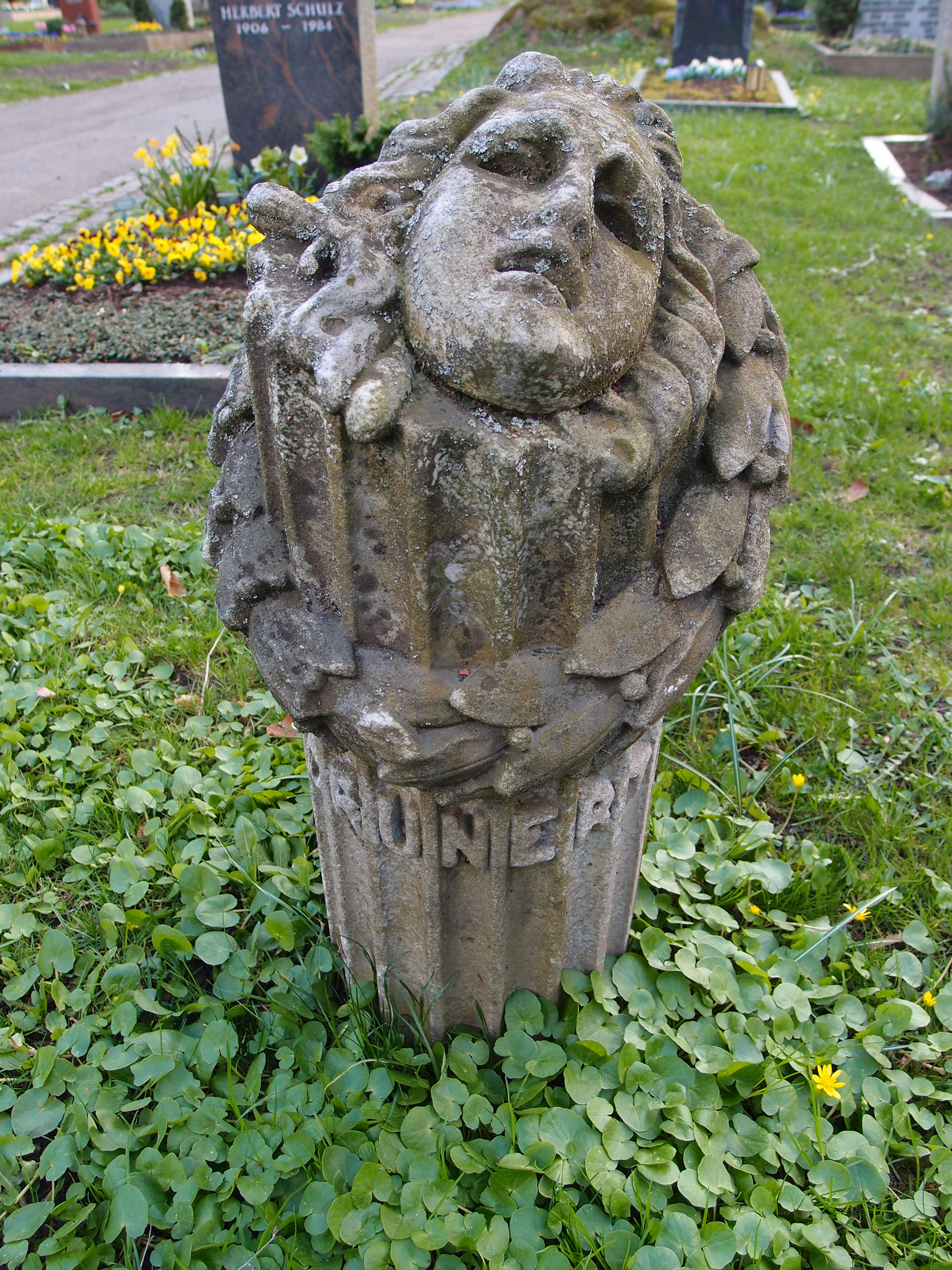
Karl Grunerts gravsten på Fangelsbachkyrkogården i Stuttgart.

Karl Grunert, född 16 januari 1810 i Leipzig, död 27 september 1869 i Stuttgart, var en tysk skådespelare och teaterledare.
Grunert ledde 1830-34 teatern i Freiburg im Breisgau, var 1834-42 anställd vid hovteatern i Hamburg och från 1846 vid hovteatern i Stuttgart, även som regissör. År 1851 blev han filosofie doktor. 
Grunert var en betydande personlighet och som karaktärsskådespelare en av det samtida Tysklands främsta. Bland hans roller märks Nathan den vise, Mefistofeles i Faust och Frans Moor i Rövarbandet.